# Gino Reali
Gino Reali (ur. 28 stycznia 1948 w Monteleone di Spoleto) – włoski duchowny katolicki, biskup Porto-Santa Rufina w latach 2002–2021.

## Życiorys
Święcenia kapłańskie otrzymał 31 lipca 1971 i został inkardynowany do diecezji Norcia. Pełnił funkcje m.in. redaktora naczelnego diecezjalnego pisma oraz wikariusza generalnego diecezji. Po przyłączeniu diecezji do archidiecezji Spoleto został wikariuszem generalnym archidiecezji. Był także m.in. dyrektorem diecezjalnego Instytutu Wspierania Duchowieństwa oraz kapelanem szkoły policyjnej w Spoleto.
23 lutego 2002 papież Jan Paweł II mianował go ordynariuszem diecezji Porto-Santa Rufina. Sakry biskupiej udzielił mu 7 kwietnia 2002 ówczesny arcybiskup Spoleto-Norcia - Riccardo Fontana. 
5 maja 2021 papież Franciszek przyjął jego rezygnację z pełnionej funkcji.